# Danscafé Havana

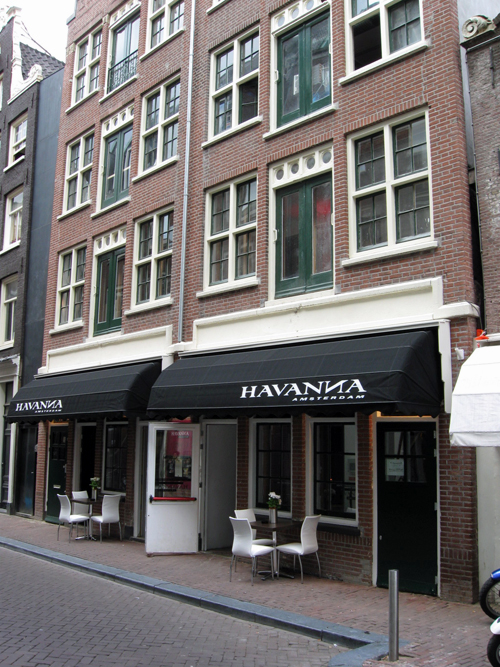
Havana in de Reguliersdwarsstraat, hier na heropening in 2008

Danscafé Havana, of kortweg Havana, was een café annex club die in 1989 geopend werd aan de Reguliersdwarsstraat 17-19 in de binnenstad van Amsterdam. De zaak werd in 2002 gesloten, maar in de jaren 2009 t/m 2011 meermalen voor korte tijd heropend.

## Karakter
De Havana was gestart door Frans Monsma, Stef Scheij en naderhand kwam Wim Voogel daarbij. Door de ervaring die Frans Monsma had als eerdere eigenaar van lunchroom Downtown, café April en café Open werd het een succes. Dit met name vanwege de vele activiteiten: de talloze optredens, feesten en de openheid en respect voor elkaar ontstond er een mix van homo- en heteroseksuele bezoekers. 
Het café was beneden, de eerste verdieping was niet alleen een club, maar werd door de week ook gebruikt door dansers, dragqueens (o.a. de Funky diva's) om te oefenen voor hun shows. Activiteiten zoals de bekende Nickie Nicole shows en de musicalavonden waren beroemd, net zoals de vele stunts en verrassingen die het café voor haar bezoekers organiseerde. Naast dit soort entertainment zorgde het Havana-team ook voor uitbundige kerstversieringen, zowel in de zaak en daarbuiten op straat. 

## Havana aan Zee
In 1991 opende Havana onder de naam Havana aan Zee ook een eigen strandpaviljoen in Zandvoort. Twee georganiseerde strandfeesten werden door tienduizenden bezocht. En waren een voorloper voor de feesten die naderhand bij Bloomingdale en Woodstock in Bloemendaal werden gegeven.
Ongeveer gelijktijdig met de verkoop van de Havana in Amsterdam werd ook dit strandpaviljoen verkocht. Het bestaat nog steeds en bevindt zich aan de boulevard in Zandvoort-Zuid, naast het bekende strandpaviljoen van Tijn Akersloot. 

## Sluiting en heropeningen
De Havana werd medio 1997 verkocht aan de horeca-ondernemer Sjoerd Kooistra. Hij sloot de zaak uiteindelijk in 2002 omdat hij het niet aan vond sluiten bij de andere horecazaken die hij bezat in de Reguliersdwarsstraat.  
In 2007 werd de inmiddels leegstaande ruimte overgenomen door een nieuwe eigenaar. Deze liet het pand restaureren en gaf het interieur een geheel nieuwe indeling en aankleding en opende eind april 2009 onder de naam Havanna Amsterdam. Deze zaak sloot echter alweer na een aantal weken. In 2010 werd de Havana wederom heropend, maar ook dit was niet van lange duur. 
Op 21 juli 2011 heropende de zaak opnieuw, ditmaal tegelijk met twee andere geheel vernieuwde homozaken in de Reguliersdwarsstraat. Hoewel het interieur vernieuwd was en een laagdrempelig toegankelijke uitgaansgelegenheid wilde zijn, was deze derde herstart wederom geen succes. Eind januari 2012 werd daarom besloten definitief met de naam Havana te stoppen.